# The Salt Fisherman
The Salt Fisherman (Sayyad Elmilh, in arabo: صياد الملح) è un cortometraggio del 2011 scritto e diretto da Ziad Bakri. Fu presentato in concorso al Dubai International Film Festival. Il personaggio del pescatore è interpretato dal padre del regista, Mohammad Bakri.

## Trama
Un pescatore vive da solo in un minuscolo capanno in mezzo al nulla. I suoi giorni e le sue notti sono carichi di attesa. Tutte le mattine si alza all'alba per percorrere la lunga strada che lo separa dal Mar Morto, dove pesca fino al tramonto senza mai prendere un pesce. La sera, quando torna a casa, si nutre di pane, olio e sale. Un giorno, incontra sul mare un passante che suona un'armonica a bocca. L'uomo prova compassione per lui e gli dice che sta pescando in un mare senza pesci, in un mare che è morto, ma il pescatore non gli rivolge nemmeno uno sguardo.